# Florin Tănase
Florin Lucian Tănase (Găești, Rumania, 30 de diciembre de 1994) es un futbolista rumano. Juega de delantero y su equipo es el FCSB de la Liga I.

## Clubes
| Club                     | País           | Año       |
| ------------------------ | -------------- | --------- |
| F. C. Viitorul Constanța | Rumania        | 2013-2016 |
| F. C. Voluntari (cedido) | Rumania        | 2013      |
| FCSB                     | Rumania        | 2016-2022 |
| Al-Jazira S. C.          | EAU            | 2022-2023 |
| Al-Okhdood Club          | Arabia Saudita | 2023-2024 |
| FCSB                     | Rumania        | 2024-     |

## Palmarés

### Títulos nacionales
| Título               | Club | País    | Año  |
| -------------------- | ---- | ------- | ---- |
| Copa de Rumania      | FCSB | Rumania | 2020 |
| Liga I               | FCSB | Rumania | 2025 |
| Supercopa de Rumania | FCSB | Rumania | 2025 |